# Rudra proxima
Rudra proxima är en spindelart som beskrevs av Cândido Firmino de Mello-Leitão 1922. 
Rudra proxima ingår i släktet Rudra och familjen hoppspindlar. Inga underarter finns listade i Catalogue of Life.